# Hermann Plackholm
Hermann Plackholm (2. Oktober 1904 in Wien – 31. Oktober 1944 ebenda) war ein österreichischer Feuerwehrmann und Widerstandskämpfer gegen den Nationalsozialismus. Er wurde in einer öffentlichen Hinrichtung am Schießplatz Kagran vor rund 600 anderen Feuerwehrmännern vom NS-Regime erschossen.

## Leben
Plackholm wuchs in einem sozialistisch geprägten Umfeld auf. 1927 trat der gelernte Taschner in die Feuerwehr der Stadt Wien ein und arbeitete dort als Telegrafist. 1933 schloss er sich der KPÖ an. 1942 war er als Hauptwachtmeister auf der Feuerwache Speising tätig. Das Gaupersonalamt der NSDAP, Gauleitung Wien, vermerkte am 18. Dezember 1942 anlässlich einer politischen Überprüfung Plackholms: „Sein Gesamtverhalten lässt darauf schließen, daß er von seiner früheren marxistischen Weltanschauung bisher noch nicht losgekommen ist.“ Wenige Wochen später, am 4. Februar 1943, wurden Plackholm und seine Frau Maria von der Gestapo in Haft genommen. Laut Tagesbericht der Gestapo Wien (Nr. 3 vom 5.–8. Februar 1943) hatte er seit 1941 Verbindung zu leitenden Funktionären der KPÖ, gehörte zuletzt der Wiener Stadtleitung als „Sektorenleiter“ an und war an der Herstellung kommunistischer Streuzettel beteiligt. In den folgenden Monaten wurden über 50 Feuerwehrleute verhaftet, die letzten Festnahmen erfolgten im Januar 1944. Ihnen allen wurde die Sammlung oder Zahlung von Unterstützungsbeiträgen für Angehörige politischer Häftlinge, zwecks Unterstützung durch die Österreichische Rote Hilfe, zur Last gelegt, einigen auch die Weitergabe kommunistischer Flugschriften.

### Schauprozess
Ab Herbst 1939 zählte die Feuerwehr als Feuerschutzpolizei zu den Ordnungsstreitkräften. Daher lag die Gerichtszuständigkeit beim Obersten SS- und Polizeigericht in München. Dort wurden über fünfzig Wiener Feuerwehrmänner angezeigt, angeklagt und schließlich in einer fast zweiwöchigen Verhandlung in Wien (vom 13. bis 25. März 1944) wegen „Vorbereitung zum Hochverrat“ und „Landesverrats“ fast allesamt schuldig gesprochen. Der Widerstandskämpfer Josef Schwaiger beging noch während des Prozesses Selbstmord. 41 Feuerwehrmänner erhielten lebenslange oder mehrjährige Zuchthausstrafen. Plackholm, sowie seine Berufskollegen Franz Pascher, Johann Perthold, Oskar Schlaf und Johann Zak wurden zum Tode verurteilt.
Nach dem Urteil wurden die Feuerwehrmänner in das KZ Mauthausen eingewiesen. Von dort wurde Plackholm am 27. Oktober 1944 gemeinsam mit den anderen zum Tode Verurteilten nach Wien rücküberstellt. Jedoch nur er und Johann Zak wurden tatsächlich hingerichtet. Den drei anderen Verurteilten wurde, im Anschluss an die Erschießung der beiden, ihre Begnadigung zu lebenslangem Zuchthaus mitgeteilt.

### Abschiedsbriefe
Am 30. Oktober 1944 schrieb Plackholm mehrere Abschiedsbriefe – an seine Frau Maria, seine Mutter, seine Schwiegermutter und seine Schwägerin (mit einem Zusatz für seine kleine Nichte Eva).

### Hinrichtung am Schießplatz Kagran

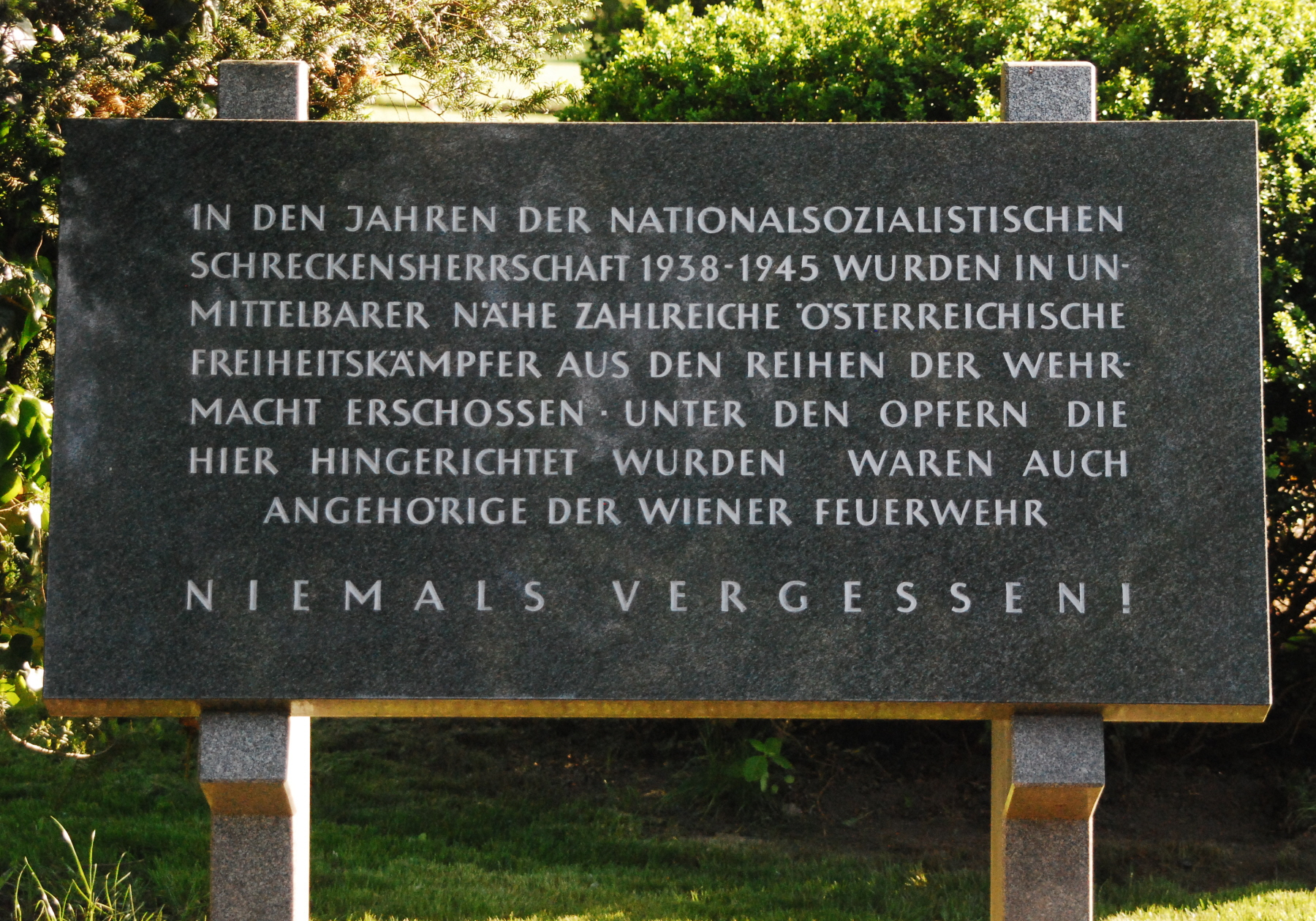
Gedenkstein am Schießplatz Kagran

Am Militärschießplatz Kagran wurden zwischen 1940 und 1945 zahlreiche Hinrichtungen durch Erschießen durchgeführt. Er gilt seither als eine der wichtigen Wiener Hinrichtungsstätten. Die genaue Zahl der Exekutierten lässt sich nicht exakt ermitteln, doch geht man unterdessen von mindestens 129 Personen aus. Hingerichtet wurden hier hauptsächlich Angehörige der deutschen Wehrmacht, die Gründe waren „Zersetzung der Wehrkraft“, Fahnenflucht und so weiter.
Als besondere Abschreckung gedacht war die für den 31. Oktober 1944 angeordnete Hinrichtung von fünf wegen „Vorbereitung zum Hochverrat“ und „Feindbegünstigung“ verurteilten Feuerwehrmännern aus Wien. Abgesehen von den Feuerwehrmännern, die in ihren Dienststellen Bereitschaftsdienst hatten, mussten alle anderen Wiener Feuerwehrleute in Uniform auf dem Schießplatz antreten. Zu ihrem Transport wurden Sonderzüge der Straßenbahn organisiert. Nichterscheinen oder zu spätes Erscheinen wurden unter Strafe gestellt. Vor den Augen der Kameraden wurden die ersten beiden der an Pfählen festgebundenen Feuerwehrmänner Hermann Plackholm und Johann Zak  erschossen. Den drei anderen zum Tode Verurteilten – Franz Pascher, Johann Perthold und Oskar Schlaf – wurde ihre Begnadigung zu lebenslangem Zuchthaus mitgeteilt. Sie wurden zurück ins Konzentrationslager Mauthausen gebracht, wo sie bereits auf ihre Hinrichtung gewartet hatten.

„Wir 3 wurden von der Todesstrafe zu lebenslang begnadigt u. [und] mußten bei der Erschießung der beiden anderen Gen. [Genossen] als abschreckendes Bsp. [Beispiel] anwesend sein. Am frühen Morgen wurden wir wieder gefesselt und unter brutaler Behandlung mittels Schubwagen zur Richtstätte am Schießplatz Kagran geführt. Bevor wir noch ankamen, verabschiedeten wir uns von den zwei zum Tode verurteilten Genossen. Verließen den Schubwagen und gingen ohne uns zu führen jeder zu seinem Pfahl, wo wir im gefesselten Zustande von Brust bis zu den Füßen mit Stricken angebunden wurden. Vor uns standen 600 Mann der WBF [Wiener Berufsfeuerwehr], die als abschreckendes Bsp. [Beispiel] hinkommandiert wurden. Nach nochmaligem Verlesen des Urteils wurden den beiden Gen. [Genossen] [Plackholm und Zak] in der Herzgegend mit Kreide Kreise gezogen, die Binden vor die Augen gegeben, die sie zwar verweigerten, ein kurzer Befehl und wir hatten zwei brave herrliche Gen. [Genossen] verloren, die aber in unserem Geist immer fortleben werden.“

Plackholms Frau Maria befand sich zum Zeitpunkt der Erschießung ihres Mannes ebenfalls in Haft, es gab keine Begründung für Verhaftung und Haft. Freigelassen wurde sie erst nach der Befreiung Österreichs vom NS-Regime.
Erst einige Jahre nach ihrem Tod, nämlich im Herbst 1949, wurden in der Schachtgräberanlage der Gruppe 40 des Wiener Zentralfriedhofes, in der Reihe 20, Grab 190, die hier verscharrten Leichen von Hermann Plackholm und Johann Zak gefunden.

## Gedenken

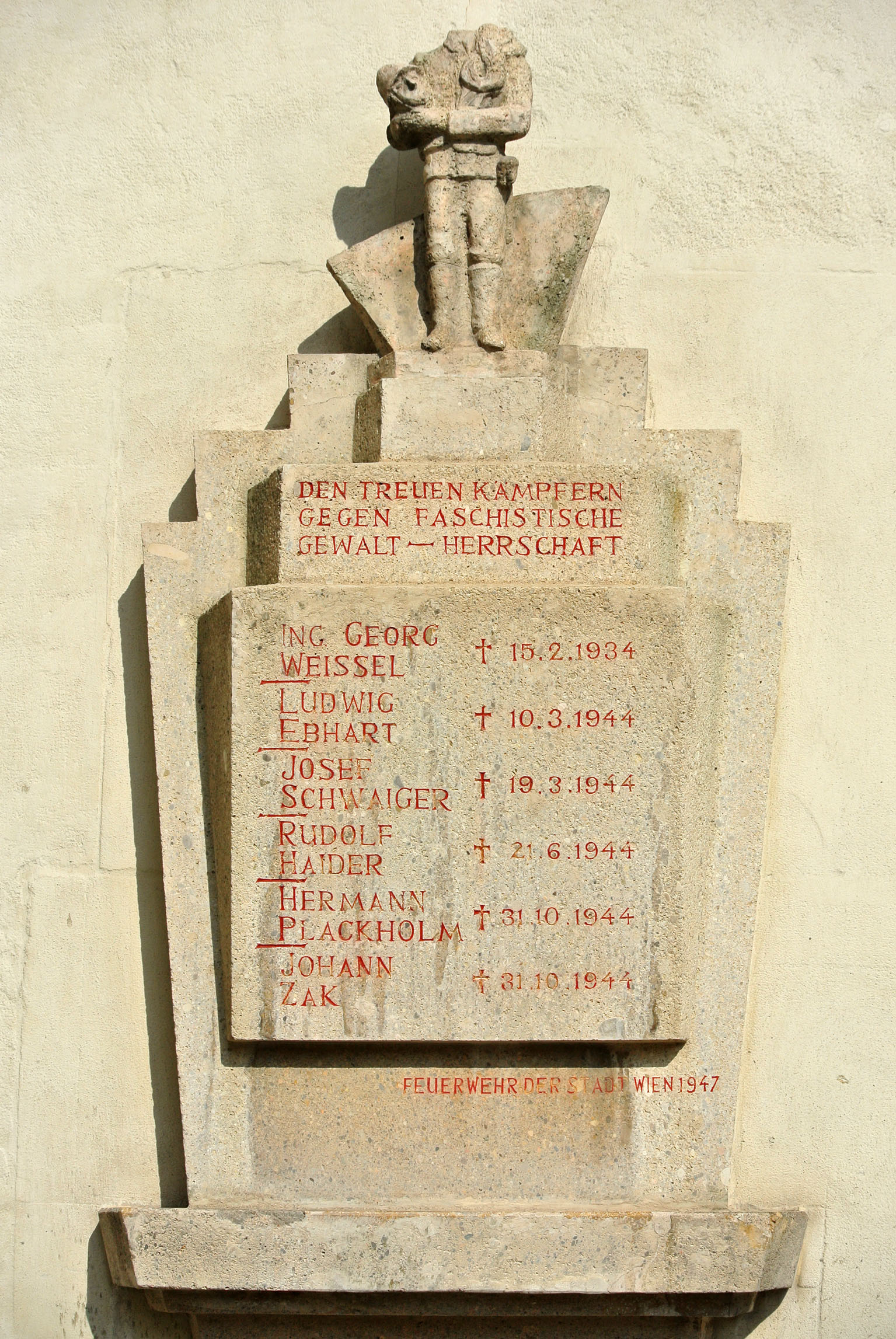
Gedenkstein an der Zentralfeuerwache Am Hof, Wien Innere Stadt

Seit 1947 erinnert das Denkmal für die vom Faschismus ermordeten Feuerwehrmänner an der Wiener Feuerwehrzentrale Am Hof an den Widerstandskämpfer gegen den Austrofaschismus Georg Weissel und an fünf Opfer der NS-Justiz, die Kommunisten Ludwig Ebhart, Josef Schwaiger, Rudolf Haider, Hermann Plackholm und Johann Zak. Das Denkmal wurde von Mario Petrucci gestaltet und zeigt einen enthaupteten Feuerwehrmann, der seinen Kopf im rechten Arm hält.
1988 wurde in Wien-Aspern eine Straße nach dem Hingerichteten benannt, die Hermann-Plackholm-Gasse.